# Razlike v potrošništvu med moškimi in ženskami
Potrošništvo, imenovano tudi konsumizem, je po SSKJ pretirano porabljanje materialnih dobrin. Zaradi škodljivosti svoje narave je bilo označeno za "socialno zlo", saj naj bi se nanašalo na prepričanje, da lahko s kupljenimi dobrinami dosežemo svojo osebno srečo.
Proces potrošnje je spolno diferenciran skozi celotno življenje, in sicer glede produktov, za katere se odločamo in tudi glede samega procesa potrošništva. Kapitalistična ekonomija je zasnovana na spolnih razlikah pri razdelitvi dela in vse od časa industrijske revolucije sta vlogi moške in ženske v potrošnji zastavljeni tako, da je moški proizvajalec in ženska potrošnik.
Oglaševanje glede na spol je danes v potrošništvu izjemnega pomena. Milner pravi, da ljudje privlačimo želeno na podlagi kupovanja pravih izdelkov, oziroma, da si moški in ženske lahko "kupijo" privlačnost. Ob pregledovanju "ženskih" revij naletimo na ogromno število oglasov za izdelke, ki naj bi "izboljšali" žensko in njeno privlačnost. Zato tudi velja, da podjetja tržijo izdelke na različen način glede na to ali so ti namenjeni moškim ali ženskam .

## Vrednote in njihov vpliv na potrošništvo med spoloma
Glede na razlike v moških in ženskih vrednotah (agentne nasproti komunim), se moški in ženske razlikujejo tudi v motivaciji za nakupovanje s prijatelji ali brez njih. Moške komune vrednote se nanašajo na samozavest, kompetentnost in obvladovanje, ženske pa na socialno komponento in harmonijo. Zaradi agentne potrebe, ki moškemu vzbuja željo po pridobitvi spoštovanja prijateljev in ženske komune potrebe po občutku biti del skupine in ne izstopati, moški glede na izsledke Kurta, Inmana in Arga zapravijo več, ko nakupujejo s prijatelji, pri ženskah pa je nivo konstanten ne glede na to ali nakupujejo same ali s prijatelji.
Do razlik med spoloma prihaja tudi pri različnih paketih zvestobe kupca, pri čemer moški preferirajo programe zvestobe, kjer je njihov status viden drugim, ženske pa imajo raje tiste s podarkom na personalizaciji, ki ni vidna drugim ljudem.

## Motivi za nakupovanje
Moški in ženske imajo za nakupovanje drugačne motive. Govorimo lahko o različnih virih nakupovalnega užitka, kjer gre za intrinzično motivacijo, ki izhaja iz same nakupovalne dejavnosti.
Obstaja več motivov, zaradi katerih se ljudje poslužujejo nakupovanja. Eden izmed njih je socialna aktivnost oziroma nakupovanje s prijatelji in družino, pri čemer naj bi ženske v večji meri težile k udejstvovovanju v nakupovanju kot socialni in rekreativni dejavnosti.
Naslednji motiv je nakupovanje z namenom iztrženja najboljše kupčije, pri čemer Bastos ugotavlja, da ženske pri nakupovanju v večji meri tehtajo pluse in minuse, moški pa so bolj nagnjeni k determinaciji, pomanjkanju potrpežljivosti in želji po tem, da čim prej opravijo z nakupovanjem.
Želja po zadovoljstvu oziroma zadoščenju je še en od motivov, pri tem pa Hu in Jasper ugotavljata, da ženske bolj težijo k obiskovanju specializiranih trgovin v nakupovalnem centru.
Pomembne razlike se pojavljajo tudi pri kupovanju daril, kjer Fischer in Arnold navajata, da so navkljub dejstvu, da ženske porabijo več časa za nakupovanje daril in jih tudi več podarijo, moški tisti, ki za darila porabijo največ denarja.
Kar se tiče senzorne stimulacije, naj bi ženske v večji meri iskale dogodivščine pri nakupovanju kot moški.

## Blagovne znamke in njihov pomen
Tudi pri simbolnih vrednostih produktov je potrebno izpostaviti to, da ženske dajejo večji poudarek na blagovne (luksuzne) znamke, moški pa so bolj osredotočeni na materialistične vrednote (tiste, ki so povezane z bogastvom, lastnino, statusom) in se nanašajo na izstopajoče, pozornost vzbujajoče produkte.
Zanimivo je dejstvo, da tudi zvok, ki ga izgovorjava določenih blagovnih znamk proizvaja, vpliva na to, koga bodo izdelki bolj privlačili. Govorimo predvsem o vplivu samoglasnikov. Tako imenovani »sprednji samoglasniki«, to so tisti, pri katerih je ob izgovorjavi jezik v sprednjem delu ust (v angleščini zvok črke i ali e), bolj privlačijo ženske, saj naj bi zveneli manjše, lažje, nežneje, lepše in prijazneje. Zadnji samoglasniki, tisti, pri katerih je ob izgovorjavi jezik v zadnjem delu ust (v angleščini zvok črke o ali u), naj bi bili bolj privlačni za moške. 
Klink je ugotovil, da pri imenih znamk, kjer se razlikuje le to, ali vsebujejo sprednje ali zadnje samoglasnike, prihaja do tega, da ženske v večji meri izbirajo imena, kjer so v uporabi sprednji samoglasniki (tako na primer raje izberejo znamko Giva namesto Gova).

## Zadovoljstvo pri nakupovanju
Motivacija za kupovanje in zadovoljstvo, ki je povezano z njim, je že nekaj časa eno od področij, ki se jih znanstveniki pri svojem preučevanju lotevajo. Sit in drugi so leta 2003 identificirali štiri vrste potrošnikov, in sicer:
- skupino resnih potrošnikov, ki sledi utilitarističnim vrednotam (tistim, ki so dobre za večjo skupino ljudi), mednje spadajo starejše ženske
- skupino priložnostnih nakupovalcev, ki jih določa odgovornost do nakupovanja
- skupina apatičnih potrošnikov je sestavljena pretežno iz starejših moških, ki jim je nakupovanje v breme
- zadnjo skupino potrošnikov, ki išče zabavo, predstavljajo najstniški samski moški.

Moški imajo o sebi podobo, da so kompetentni potrošniki, vendar večina od njih ne uživa v nakupovanju. Tisti, ki dejansko uživajo v nakupovanju, dajejo več poudarka na znamke in modo in so nagnjeni k večji impulzivnosti pri porabi denarja.
Tudi mnoge druge raziskave so pokazale, da je nakupovanje za ženske bolj zadovoljujoča aktivnost, zaradi česar imajo ženske bolj pozitiven pristop do njega. Moški v večji meri kažejo negativen odnos do nakupovanja in stremijo k opravljanju nakupovanja s čim manj vloženega časa in truda. Prav tako pa velja tudi to, da nakupovanje ženskam predstavlja močnejšo čustveno, psihološko in simbolno vlogo.

## Potrošništvo pri mladostnikih
Za postmoderno družbo, v kateri živimo, je značilno, da se self oziroma jaz oblikuje preko procesa, ki se imenuje socialna konstrukcija. Identiteta se konstruira na več načinov, potrošništvo pa je eden izmed njih. Povezava oblikovanja identitete in potrošništva je še posebej ojačana v obdobju adolescence, saj v njem poteka odcepljanje od staršev in močnejša identifikacija znotraj socialnih skupin, ki jim mladostnik pripada 
.
Mladostniki svoj uspeh opredeljujejo glede na pridobljeno materialno lastnino na prehodu v odraslost. Njihovo zaznavanje potrošništva je precej socialno zaznamovano in povezano z etiko skrbnosti ter odgovornosti. Štirje od šestih mladostnikov so v raziskavi, opravljeni na Cipru, uspeh opredelili v smislu doseganja ciljev, dva pa v smislu materialnih dobrin. Njihova definicija uspešnega moškega močno temelji na ciljih, dobrinah ter odgovornosti in skrbi za druge (npr. skrb za družino oziroma biti "family caretaker"). Želja mladostnikov po materialnih dobrinah se povezuje z vzponom na socialni lestvici in sposobnostjo zavzemanja spolno določenih vlog, npr. "familyprovider" in "good son".
Zaznavanje potrošništva je pri mladostnicah precej drugačno kot pri mladostnikih. Od svojih vrstnikov se razlikujejo predvsem v tem, da dajejo večji poudarek na zunanji videz. Njihova dejanja potrošništva odražajo način zavzemanja ženske spolne vloge in so vezana na sedanjost (v primerjavi z moškimi, ki so bolj usmerjeni na prihodnost). Pri tem so v večji meri kot moški usmerjene na modne izdelke in izboljšanje svojega videza. Pri mladostnicah je medijsko oglaševanje idealnega telesa in idealne podobe pogosto vodič njihovega potrošniškega vedenja.
Škotski raziskovalci Sweeting, Hunt in Bhaskar so leta 2012 prav tako preverjali značilnosti potrošništva pri moških in ženskah. Zavedanje znamk je bilo povezano z boljšim blagostanjem pri moških in nižjim pri ženskah, kar se morda nanaša na to, da je zavedanje znamk pri moških adolescentih povezano s športnimi oblačili in pripomočki, pri ženskah pa s stresnim ohranjanjem statusnega položaja v družbi. Možna je tudi razlaga, da bolj negotove ženske kupujejo znamke zaradi želje po izboljšanju blagostanja v smislu »tolaženja z nakupovanjem« (angleški izvirnik: »retail therapy«).

## Spletno nakupovanje
Meyers-Levy in Loken sta se leta 2015 lotila raziskovanja področja spletnega nakupovanja, pri čemer sta prišla do zanimivih ugotovitev, ki dajejo bogate podatke o razlikah v potrošništvu med moškimi in ženskami. 
Ženske bolj uživajo in se bolj poslužujejo nakupovanja v nakupovalnih centrih, moški pa preferirajo spletno nakupovanje pred pravim nakupovanjem v nakupovalnih centrih in ga zato uporabljajo kar dvakrat pogosteje kot ženske.
Tudi ugotovitve Rodgersa in Harrisa kažejo, da je spletno nakupovanje za ženske manj čustveno zadovoljujoče in praktično kot nakupovanje v nakupovalnih centrih. Ženske sicer bolj cenijo občutek nadzora, ki jim ga ponuja nakupovanje preko spleta (lahko brez skrbi klikajo po straneh), a je po drugi strani zanje tak način nakupovanja manj oseben, vključujoč (manjša vključenost zaznavnih dražljajev), primanjkuje pa mu socialnozaznavna izkušnja (ker gre preko spleta le za gledanje strani in klikanje). Moški so pri svojem nakupovanju bolj osredotočeni na funkcionalnost, ženske pa na emocionalno in socialno vključenost. Omejitve, ki jih ženske navajajo pri spletnem nakupovanju, je po mnenju Wanga, Bakerja, Wagnerja in Wakefielda moč ublažiti z uporabo avatarjev in virtualnih karakterjev. Ti naj bi imeli moč povečati zadovoljstvo pri spletnem nakupovanju in prav tako v večji meri vplivati na hedonski ton pri ženskah.
Glede izbire produktov, ki jih spletne strani ponujajo, imajo ženske višje zahteve kot moški in so obenem tudi bolj osredotočene na prikazovanje bolj zgoščenih, celostnih in zanesljivih podatkov. Richard, Chebar, Yang in Putrevu so ugotovili, da se moški bolj odzivajo na spletne strani, ki so bolje organizirane, ženske pa preferirajo bolj izčrpne in aktualne vsebine. V skladu s tem, so ženske tiste, ki se bolj odzivajo na promocijsko elektronsko pošto, ki ponuja dodatne vire informacij, omogoča prepošiljanje prijatelju ali vsebuje kupon.